# 巴納特

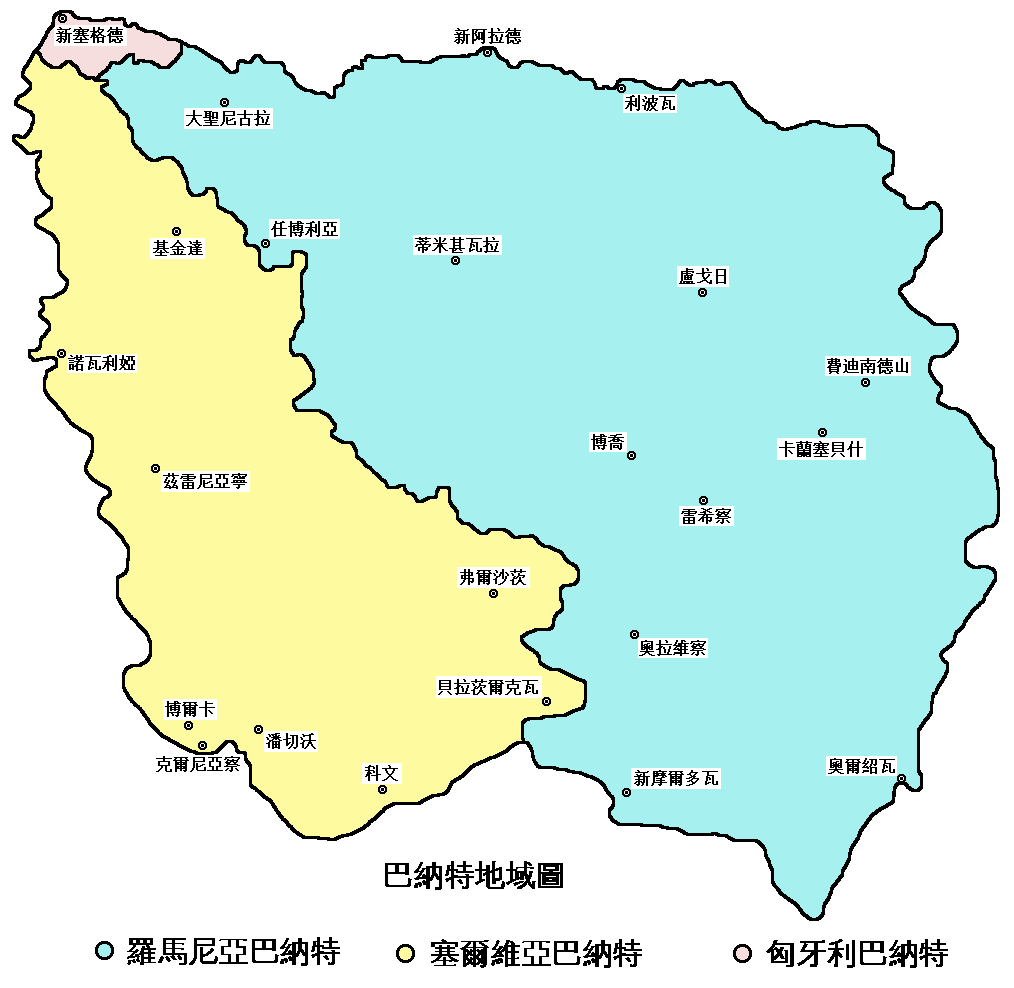
巴納特的地圖，以及該區最大的城市

巴納特（羅馬尼亞語：、塞爾維亞語：或、匈牙利語：或）是中歐的地理和歷史地域，如今是三個國家的領土：其東部屬於羅馬尼亞（蒂米什縣全部、卡拉什-塞維林縣大部、阿拉德縣和梅赫丁茨縣小部），西部屬於塞爾維亞（大部归伏伊伏丁那自治省，西南一小部分屬於贝尔格莱德），北部少量土地屬於匈牙利瓊格拉德州。
巴納特屬於潘諾尼亞平原的一部分，東方是南喀爾巴阡山脈，南方是多瑙河、西方是蒂薩河、北方是穆列什河。其歷史首都是蒂米什瓦拉，現在位於羅馬尼亞的蒂米什縣。

## 圖片

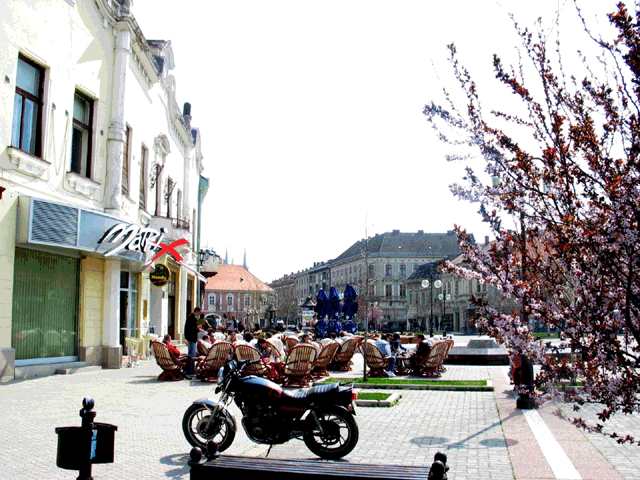
弗爾沙茨（Вршац），塞爾維亞
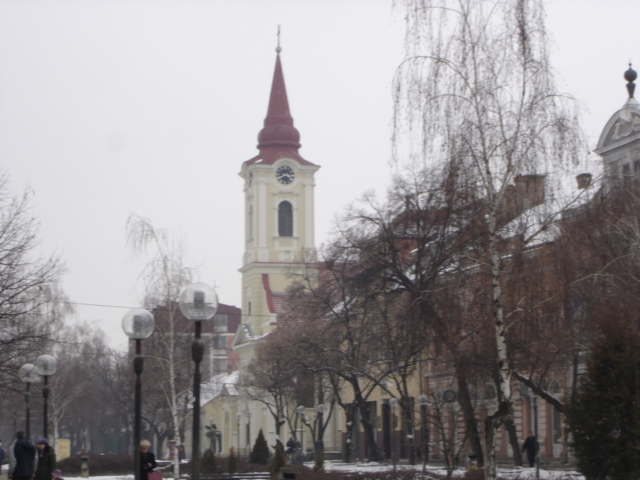
基金達（Кикинда），塞爾維亞
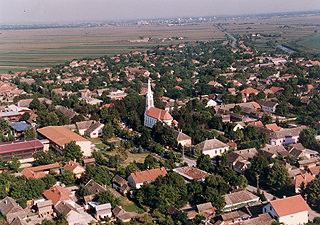
斯科雷諾瓦茨（Скореновац），塞爾維亞